# سیچلاید شکم‌زرد
سیچلاید شکم زرد با نام علمی Trichromis salvini، که به نامهای سیچلاید سالوین و سیچلاید سه رنگ نیز شناخته می شود، گونه ای از خانواده سیچلایدها است که در رودخانه های منتهی به اقیانوس اطلس در جنوب مکزیک ، بلیز و گواتمالا یافت می شود. 